# دهب (فیلم)
دهب (عربی: دهب) یک فیلم به کارگردانی انور وجدی است که در سال ۱۹۵۳ منتشر شد.